# کونیو کاتو
کونیو کاتو (انگلیسی: Kunio Katō؛  – ) پویانما، director اهل ژاپن بود.
وی همچنین برندهٔ جوایزی همچون جایزه اسکار بهترین پویانمایی کوتاه شده‌است.